# فيكتور جيسلي هالجريمسون
فيكتور جيسلي هالجريمسون (مواليد 24 يوليو 2000) هو لاعب كرة يد آيسلندي يلعب كحارس مرمى في نادي جوج ومنتخب آيسلندا.